# Кировская Летняя многопредметная школа
Ки́ровская летняя многопредметная школа (или ЛМШ) — летний лагерь для школьников 6—10 классов, где отдых сочетается с занятиями по математике, физике, биологии и химии. Занятия состоят из задач повышенной сложности, в том числе олимпиадных.

## Основные сведения
Кировская ЛМШ основана в 1985 году И.С.Рубановым и проводится ежегодно. Это летний лагерь, где школьники сочетают отдых с интенсивными занятиями. В ЛМШ четыре потока: математический, физический, биологический и химический. Каждый ученик может учиться только на одном потоке. На математический поток принимаются учащиеся, окончившие 6, 7, 8, 9 или 10 классов, биологический — окончившие 7, 8, 9 или 10 классов, на физический и химический — окончившие 8, 9 или 10 классов. Численность учебной группы — не более 20 человек.
По окончании обучения проводится зачёт по пройденному материалу, по результатам которого выдаётся документ об окончании ЛМШ.

## Распорядок дня

### Учебная неделя
Смена состоит из 5 пятидневок. Пятидневка включает в себя 4 учебных дня и один выходной, свободный от занятий.

### Организация занятий
Обучение состоит из регулярных ежедневных занятий с 9:00 до 13:00 (+ 2 часа после обеда для групп «профи» с 7 класса.), а также проводимых во второй половине дня математических боёв, биобоёв, химбоёв, необязательных консультаций, кружков, лекций и факультативов.

### Свободное время
В выходные дни и в учебные дни после занятий организуется ряд развлекательных мероприятий, который включает: различные клубы, факультативы и кружки: музыкальный, литературный, киноклуб и другие; клуб интеллектуальных игр. В лагере выпускается газета, проводятся конкурсы, викторины и т. п. Проводятся спортивные занятия и первенства по футболу, волейболу, настольному теннису, шахматам и шашкам, лёгкой атлетике.

## Ученики
В ЛМШ поступают только самые талантливые школьники, прошедшие предварительный отбор по вступительной работе или становившиеся призёрами или победителями олимпиад (В 2012 году льготы для призёров отменены).
Что касается географии учащихся, Кировская ЛМШ — всероссийский и международный лагерь. В ЛМШ-2005 учились более 100 кировских школьников и около 260 школьников из Ангарска, Барнаула, Белгорода, Березников, Вологды, Дзержинска Нижегородской обл., Екатеринбурга, Железногорска, Заречного Пензенской обл., Ижевска, Иркутска, Йошкар-Олы, Казани, Калининграда, Калуги, Качканара, Кемерово, Киева, Красноярска, Кургана, Магнитогорска, Москвы, Мурманска, Набережных Челнов, Нижнего Новгорода, Нижнекамска, Нижнего Тагила, Озёрска, Омска, Оренбурга, Перми, Раменского Московской обл., Самары, Саратова, Сарова Нижегородской обл., Северодвинска Архангельской обл., Снежинска Челябинской обл., Сыктывкара, Таллина, Троицка Московской обл., Тольятти, Тюмени, Ульяновска, Фрязино Московской обл., Харькова, Чайковского Пермской обл., Якутска. Большинство победителей и призёров федеральных окружных олимпиад Приволжского, Уральского, Сибирского округов 2006 года — ученики ЛМШ. Ученики ЛМШ неоднократно получали золотые, серебряные и бронзовые медали на международных олимпиадах по математике, физике и биологии разных лет.

## Преподаватели
В школе преподают ведущие преподаватели по работе с одарёнными школьниками, представляющие различные регионы России и Украины, а также бывшие ученики ЛМШ — студенты МГУ, МФТИ, СПбГУ и других сильнейших вузов. Также в лагерь приглашаются интересные гости.

## Время и место проведения лагеря
Традиционно ЛМШ проводится в июле. С 1997 года школа проводится на базе Детского оздоровительного центра «Вишкиль» Котельничского района Кировской области. Он находится в сосновом бору, на берегу реки Вятки, в 25 км от ст. Котельнич. Комнаты в оздоровительном центре на 2—5 человек в деревянных корпусах, есть водопровод, клуб, баня, спортивные площадки, пляж, телефон, доступ в Интернет. До 1997 года ЛМШ проводилась каждый раз в новом месте Кировской области, обычно занимая помещения интернатов, т.к. последние имели и спальные корпуса, и учебные. Тем не менее, например, ЛМШ-87 проводилась в обычной школе с.Русское, где под спальни были переоборудованы классные комнаты.
Места проведения:
ЛМШ-85 Нововятск
ЛМШ-86 Вожгалы
ЛМШ-87 Русское
ЛМШ-88 Перекоп
ЛМШ-89 Просница
ЛМШ-90 Просница
ЛМШ-91 Бахта
ЛМШ-92 Бошарово
ЛМШ-93 Кстинино
ЛМШ-94 Кстинино
ЛМШ-95 Кстинино
ЛМШ-96 Омутнинск

## Организаторы
ЛМШ организуется Центром дополнительного образования одарённых школьников. Директор центра — Екатерина Николаевна Перминова, завуч ЛМШ и заместитель директора ЦДООШ — Игорь Соломонович Рубанов.

## Поступление
Набор в ЛМШ — конкурсный. Для поступления необходимо решить как можно больше задач вступительной работы. Школьники, показавшие в прошедшем учебном году высокие результаты в соревнованиях по предметам, зачисляются в ЛМШ вне общего конкурса. Ученики, показавшие высокие результаты на финальном зачете в ЛМШ, также зачисляются вне конкурса.

## Связь с другими образовательными мероприятиями
Преподаватели Кировской ЛМШ являются создателями и организаторами многих других мероприятий для одарённых школьников. Это как государственные олимпиады школьников (Всероссийские олимпиады по математике, физике и биологии, Всеукраинские олимпиады по биологии и химии), так и независимые олимпиады и турниры:
- Олимпиада им. Л.Эйлера
- Уральский турнир юных математиков
- Кубок памяти А.Н.Колмогорова
- Турнир юных физиков
- Турнир юных биологов
- Турнир юных химиков